# Casal del Jove
El Casal del Jove és una casa gòtica de la Roca del Vallès (Vallès Oriental) inclosa a l'Inventari del Patrimoni Arquitectònic de Catalunya.

## Descripció
Edifici entre mitgeres, de dos pisos. Originalment la composició de la façana era simètrica, però es va veure alterada en convertir una de les finestres de la planta baixa en portal. Les obertures estan emmarcades en pedra. Cal destacar les finestres d'estil conopial, dues petites i una gran, que presenta un arc de pedra del que pengen uns arquets de labor gòtica, amb influències plateresques en els caps dels àngels que en pengen, molt corrents al segle xvi. Al damunt de l'arc hi ha dos lleons sostenint un escut amb la data inscrita. A cada extrem del naixement de l'arc hi ha dos caps humans, un de femení, ricament ornat, i un de masculí, amb barba (potser l'amo i la mestressa?).

## Història
A la llinda del balcó hi ha la inscripció "Francesch Lansa, 1557", data que ens pot indicar un inici de l'edifici, el qual, però, seria amb coberta a dues aigües i el carener perpendicular a la façana i que, més tard, entre els segles xviii i xix, hauria sofert una forta transformació, en la qual li haurien canviat el sentit dels pendents de la coberta i s'hauria anivellat el coronament de la façana. Les obertures de la planta baixa van ser modificades i la finestra central del pis va ser transformada en balcó.
Al fogatge de 1553 figura el cognom <lança.
Segons Carreras Candi seria l'antic hostal d'en Torrens, tot i que, en Mn. Sales, no hi està d'acord i el situa entre can Roc i can Ridameya, del carrer de l'Església (Sales, 1971b) o més tard, a cal Costalaire, casa que iniciava el carrer Major i era situada al costat de la de l'Ajuntament Vell, (Sales, 1978)